# Hablan los Hechos
Hablan los Hechos är en ort i Mexiko.   Den ligger i kommunen Centla och delstaten Tabasco, i den sydöstra delen av landet, 700 km öster om huvudstaden Mexico City. Hablan los Hechos ligger 9 meter över havet och antalet invånare är 126.
Terrängen runt Hablan los Hechos är mycket platt. Runt Hablan los Hechos är det ganska glesbefolkat, med 21 invånare per kvadratkilometer. Närmaste större samhälle är San José, 4,3 km sydost om Hablan los Hechos. Omgivningarna runt Hablan los Hechos är en mosaik av jordbruksmark och naturlig växtlighet.